# Kościół św. Mikołaja w Nakle
Kościół Świętego Mikołaja – rzymskokatolicki kościół parafialny należący do dekanatu lelowskiego diecezji kieleckiej.
Budowa obecnej świątyni została zakończona przed 1712 roku, dzięki staraniom proboszcza Andrzeja Szychowskiego. Kościół został konsekrowany w 1726 roku przez biskupa Adama Augustyna Wessla, opata cystersów w Jędrzejowie. W 1764 roku proboszczem parafii został ksiądz Marcin Hadziewicz, kanonik katedralny kijowski. Zastał kościół „zaniedbaney reparacyi w fundamentach do upadku nachylony”. Świątynia była wielokrotnie remontowana, m.in. w XVIII i w XIX wieku. Budowla była remontowana również w 1936 roku oraz w latach 1954–1956. Ostatnie poważne renowacje zostały wykonane na początku XXI wieku. Osuszone zostały wówczas mury kościoła i gruntownie została wyremontowana kopuła kaplicy, pokryto ją miedzianą blachą. Wnętrze świątyni zostało wymalowane. Biskupi kieleccy – Kazimierz Gurda i Marian Florczyk – w dniu 8 marca 2009 roku uroczyście ukoronowali XVII-wieczny obraz Matki Bożej Przedziwnej Nakielskiej. Podania ustne przekazywane z pokolenia na pokolenie podtrzymują opinię, iż słynący łaskami obraz Matki Bożej z Dzieciątkiem był koronowany w poprzednich latach, jakkolwiek korony zostały skradzione, a obecne są tylko ich imitacją. Nawa świątyni posiada trzy przęsła, prezbiterium jest węższe, posiada jedno przęsło i jest zamknięte półkoliście. Przy nawie od strony północnej jest umieszczona kaplica Zwiastowania Najświętszej Maryi Panny wzniesiona w XVII wieku Ołtarz główny i dwa boczne oraz ołtarz w kaplicy reprezentują styl barokowy. Epitafia powstały w XVIII i XIX wieku. W nawie głównej i prezbiterium ściany podzielone są pilastrami. Sklepienie kolebkowe, z lunetami, posiada dekorację w postaci gipsowej sztukaterii ramowej z profilowanymi wałkami oraz motywami dużych dwugłowych orłów, drzewek i wici (w nawie głównej), festonów i puttów (w prezbiterium), orłów jednogłowych i psów na arkadzie).
W latach 2010–2015 wymieniono pokrycie dachowe świątyni, wyremontowano więźbę dachową, a także wykonano prace przy elewacjach i tynkach zewnętrznych. Kościół także wymalowano.